# Schulze-Hardy-Regel
Die Schulze-Hardy-Regel ist eine nach ihren Entdeckern Hans Schulze (1853–1892) und William Bate Hardy (1864–1934) benannte empirische Regel. Danach können hydrophile Kolloide wirksam durch mehrfach geladene Ionen (Kationen oder Anionen) entgegengesetzter Ladung bei Elektrolyteinwirkung ausgeflockt werden. Es ist dabei von untergeordneter Bedeutung, welche chemische Natur die Ionen besitzen. Besonders geeignet sind mehrfach geladene Ionen wie das Aluminium(III)-Kation (Al3+), z. B. für die Verwendung im Alaunstift zur Blutgerinnung.